# Liste des lieutenants-gouverneurs du Manitoba
Liste des lieutenants-gouverneurs du Manitoba.

## Titulaires
| Nom du gouverneur | Nom du gouverneur           | De   | À        |
| ----------------- | --------------------------- | ---- | -------- |
|                   | Adams George Archibald      | 1870 | 1872     |
|                   | Alexander Morris            | 1872 | 1877     |
|                   | Joseph-Édouard Cauchon      | 1877 | 1882     |
|                   | James Cox Aikins            | 1882 | 1888     |
|                   | John Christian Schultz      | 1888 | 1895     |
|                   | James Colebrooke Patterson  | 1895 | 1900     |
|                   | Daniel Hunter McMillan      | 1900 | 1911     |
|                   | Douglas Colin Cameron       | 1911 | 1916     |
|                   | James Albert Manning Aikins | 1916 | 1926     |
|                   | Theodore Arthur Burrows     | 1926 | 1929     |
|                   | James Duncan McGregor       | 1929 | 1934     |
|                   | William Johnson Tupper      | 1934 | 1940     |
|                   | Roland Fairbairn McWilliams | 1940 | 1953     |
|                   | John Stewart McDiarmid      | 1953 | 1960     |
|                   | Errick F. Willis            | 1960 | 1965     |
|                   | Richard S. Bowles           | 1965 | 1970     |
|                   | William J. McKeag           | 1970 | 1977     |
|                   | Francis L. Jobin            | 1977 | 1981     |
|                   | Pearl McGonigal             | 1981 | 1987     |
|                   | George Johnson              | 1987 | 1993     |
|                   | Yvon Dumont                 | 1993 | 1999     |
|                   | Peter Liba                  | 1999 | 2004     |
|                   | John Harvard                | 2004 | 2009     |
|                   | Philip Lee                  | 2009 | 2015     |
|                   | Janice Filmon               | 2015 | 2022     |
|                   | Anita Neville               | 2022 | en cours |